# Catar en los Juegos Olímpicos de París 2024
Catar estuvo representado en los Juegos Olímpicos de París 2024 por trece deportistas, doce hombres y una mujer, que compitieron en cuatro deportes.
Los portadores de la bandera en la ceremonia de apertura fueron los atletas Mutaz Essa Barshim y Shahad Mohamed.

## Medallistas
El equipo olímpico catarí obtuvo las siguientes medallas:
| Nombre             | Deporte   | Competición       |
| ------------------ | --------- | ----------------- |
| Oro                |           |                   |
| —                  |           |                   |
| Plata              |           |                   |
| —                  |           |                   |
| Bronce             |           |                   |
| Mutaz Essa Barshim | Atletismo | Salto de altura M |